# 小行星7102
小行星7102（英語：7102 Neilbone）是一颗围绕太阳公转的小行星。1936年7月12日，西里尔·杰克逊在约翰内斯堡发现了此天体。
这颗小行星的绝对星等为345.3406214663216等。